# Sławomir Gradzik
Sławomir Piotr Gradzik (ur. 1968) – polski samorządowiec i menedżer, od 2025 wicewojewoda opolski.

## Życiorys
Ukończył studia z inżynierii zarządzania i inżynierii produkcji na Politechnice Opolskiej. Przez ponad 20 lat pracował jako dyrektor ds. finansowych i personalnych w prywatnym przedsiębiorstwie w Sycowie.
W 2006 kandydował do rady powiatu namysłowskiego z listy Demokratycznej Partii Lewicy, ponownie kandydował w 2010 z listy komitetu stowarzyszenia Porozumienie Namysłowskie (uzyskując mandat w miejsce Grzegorza Kubata). W 2014 uzyskał reelekcję z ramienia SLD, od 1 grudnia 2014 do 4 sierpnia 2016 pełnił funkcję przewodniczącego rady. W 2018 i 2024 bez powodzenia ubiegał się o reelekcję. 
W międzyczasie wstąpił do Sojuszu Lewicy Demokratycznej, przekształconego w 2021 w Nową Lewicę. Został członkiem rady krajowej ugrupowania, a także jego szefem w powiecie i wiceszefem w województwie opolskim. 7 lutego 2025 powołany na stanowisko drugiego wicewojewody opolskiego, odpowiedzialnego m.in. za infrastrukturę drogową i zabytki.
Żonaty, ma dwoje dzieci - córkę Fortunatę oraz syna Oskara.